# Saldes
Saldes är en kommun i Spanien.   Den ligger i provinsen Província de Barcelona och regionen Katalonien, i den nordöstra delen av landet, 500 km öster om huvudstaden Madrid. Antalet invånare är 313. Arean är 66 kvadratkilometer. Saldes gränsar till Bagà, Gisclareny, Vallcebre, Fígols, Gósol och Josa i Tuixén. 
Terrängen i Saldes är kuperad åt sydost, men åt nordväst är den bergig.